# 克氏岩黄耆
克氏岩黄耆（学名：Hedysarum krylovii）为豆科岩黄耆属下的一个种。

## 扩展阅读
維基物種上的相關：克氏岩黄耆